# Samia Suluhu
Samia Suluhu Hassan, nascuda el 27 de gener de 1960 a Makunduchi, és una política de Tanzània que exerceix de presidenta del país des del 19 de març de 2021. És la sisena persona a exercir de presidenta al país i la primera dona que ocupa aquest càrrec, essent també només la segona presidenta de la història del continent Africà en el seu moment. Va ser investida en morir sobtadament el president John Magufuli, ja que la Constitució de Tanzània indica que en cas de morir el president, el vicepresident ha de substituir-lo i acabar el mandat. Anteriorment, va ser la desena persona a ocupar la vicepresidència de Tanzània, i també en fou la primera dona en exercir aquesta funció, entre el 5 de novembre de 2015 i el 19 de març de 2021.
Entre les seves accions més rellevants hi ha començar la vacunació contra la COVID-19, que no s'havia dut a terme degut al negacionisme de la COVID-19 del president anterior. També destaca per haver començat a revertir les polítiques que reprimien l'oposició política del país, si bé ha sigut criticada per haver detingut líders de l'oposició que reivindicaven una democratització de la constitució, fent ús d'acusacions de traïció. Altres prioritats de la seva presidència han sigut l'expansió de les infraestructures del país i la internacionalització de l'economia de Tanzània a través del turisme i les inversions. Aquesta darrera estratègia ha comportat conflictes greus amb minories a varis indrets del país, especialment a Loliondo, on el juny de 2022 el govern va expulsar 70.000 maasai d'una zona de 1.500 quilòmetres quadrats, per fer-hi una reserva natural.
Va ser escollida com una de les 100 dones més poderoses al món l'any 2021 per la revista Forbes, i com una de les 100 persones més influents al món segons la revista Time.